# サムエル・カビル
サムエル・カビル（Samuel Kabiru、1983年6月6日 - 2004年7月）は日本国内で活躍したケニア出身の男子陸上競技選手（長距離種目）。身長175cm。体重57kg。

## 経歴
仙台育英学園高等学校に留学、渡辺高夫監督による指導で実力を伸ばし、全国高等学校駅伝競走大会での同校の優勝などに貢献した。高校卒業後は実業団のホンダに就職し陸上部で活躍したが、白血病によってこの世を去った（21歳）。

## 主な戦績
- 2000年　全国高等学校駅伝競走大会　1区　1位　28分45秒
- 2001年　全国高等学校総合体育大会　1500m　1位　3分43秒29　大会新（当時）、5000m　1位　14分06秒31
- 2001年　新世紀・みやぎ国体　5000m　少年男子A　1位　13分40秒41　大会新（当時）
- 2001年　全国高等学校駅伝競走大会　1区　1位　28分27秒
- 2002年　札幌国際ハーフマラソン大会　1位　1時間01分11秒

## 自己ベスト
- 5000m　13分32秒76　横浜　2003年6月8日
- 10000m　27分59秒61　神戸　2002年4月28日
- 20km　58分14秒　札幌　2002年7月7日
- ハーフマラソン　1時間01分11秒　札幌　2002年7月7日